# 福山哲郎
福山哲郎（1962年1月19日—），日本政治家，隸屬立憲民主黨。早年曾經就讀同志社大學法學部，畢業後進入大和證券工作，又在京都大學修讀法學研究生學位。1996年曾参选众议员，但未能成功；1998年当选参议员。2010年在菅直人內閣就任內閣官房副長官。2017年至2021年任旧立憲民主黨与新立憲民主黨幹事長。2025年8月1日被选为日本参议院副议长。

## 政策・主張
- 1999年，由於在关于国旗及国歌的法律方案的參議院正式會議的表決投了反對票。